# 交響曲第27番 (モーツァルト)
交響曲第27番 ト長調 K. 199 (161b) は、ヴォルフガング・アマデウス・モーツァルトが作曲した交響曲。

## 概要
1773年から1774年にかけてザルツブルクで作曲された9曲の交響曲の第2作で、第25番ト短調 K. 183より後の番号であるが、実際は4ヶ月早く作曲された。
この曲は1773年4月10日完成の日付を持っており、第26番変ホ長調 K. 184(161a)の曲の構造と内容が似ている。しかし、日付は実際には判読不明で、4月16日であるともいわれている。

## 楽器編成
フルート2、ホルン2、弦楽5部

## 構成
全3楽章構成。演奏時間は約19分である。
- 第1楽章 アレグロ
ト長調、4分の3拍子、ソナタ形式。

ト長調の主和音による力強いトゥッティで始まり、第1ヴァイオリンが華やかな主題を歌いだす。

- 第2楽章 アンダンティーノ・グラツィオーソ
ニ長調、4分の2拍子、複合三部形式。
ヴィオラ以下のピッツィカートの伴奏に支えられ、弱音器が付いたヴァイオリンがセレナードのように歌う。

- 第3楽章 プレスト
ト長調、8分の3拍子。
モチーフの一部はピアノソナタK.545の第1楽章冒頭で、引き伸ばしたような形で見られる。
後の第41番ハ長調 K. 551「ジュピター」の終楽章を思わせるフガートで締めくくる。